# Marie Antiochijská
Marie Antiochijská (1145, Antiochie – 1182) byla sňatkem s byzantským císařem Manuelem I. Komnenem byzantskou císařovnou a v letech 1180 až 1182 regentkou během nezletilosti svého syna Alexia II. Komnena.

## Život
Marie Antiochijská byla dcerou Konstancie Antiochijské a jejího prvního manžela Raimonda z Poitiers.
V roce 1160 byl Mariin nevlastní otec Renaud ze Châtillonu zajat Maj al-Dīnem, vládcem Aleppa a spojencem Núr ad-Dína. Její matka si nárokovala Antiochijské knížectví, ale šlechtici podpořili jejího syna, Mariina bratra Bohemunda III. Král Balduin III. Jeruzalémský ustavil Bohemunda III. knížetem a regentem jmenoval bohatého a světáckého Aimeryho z Limoges, latinského antiochijského patriarchu a starého protivníka Renauda. Konstancie proti tomuto rozhodnutí protestovala u byzantského dvora Manuela I. v Konstantinopoli.

### Císařovna
V roce 1159 zemřela císařova manželka Irena a Manuel se chtěl oženit s princeznou z některého Křižáckého státu. Do Jeruzaléma byli posláni Jan Kontostefanos, hlavní tlumočník, a důstojník stráže Varjagů Basil Kamateros, aby našli císaři novou manželku; jako kandidátky byly vybrány dvě princezny, Marie Antiochijská a Melisenda z Tripolisu, dcera knížete Raimonda II. z Tripolisu a Hodierny Jeruzalémské. Obě byly proslulé svou krásou, ale podle byzantského historika Jana Kinnamose byla krásnější Marie; na vysoké, blonďaté princezně byl znát její normanský původ. Král Balduin III. navrhoval Melisendu a její bratr Raimond III. z Tripolisu nashromáždil enormní věno a dary od Hodierny a Melisendiny jmenovkyně, její tety královny Melisendy. Vyslanci nebyli spokojeni a o rok sňatek odložili; zřejmě slyšeli zprávy zabývající se Hodierninou nevěrou a Melisendinou legitimností. Místo ní si Manuel vybral Marii. Hrabě Raimond se urazil a v odvetě zaútočil na byzantský Kypr.
Mezitím císařští vyslanci, vedení Alexiem Bryenniem Komnenem a konstantinopolským prefektem Janem Kamaterem, odjeli do Antiochie vyjednat sňatek. Marie se na cestu do Konstantinopole nalodila v přístavu St. Simeon v září 1161, sňatek se pak odehrál 24. prosince ve městě Hagia Sofia. Svatbu provedli tři patriarchové: konstantinopolský patriarcha Luke Chrysoberges, alexandrijský patriarcha Sofronius a antiochijský patriarcha Athanasios I. Svatba byla slavena hostinami, dary církvi a závody vozů v hippodromu. Sňatek posílil vztahy mezi Antiochií a Byzantskou říší. Posílil také pozici Mariiny matky Konstancie, která se nyní ujala regentství. Podle historika Niketa Choniata, Marie
"...byla jako smích milující, zlatá Afrodita, běloruká Héra s volskýma očima, dlouhokrká Laconianka s krásnými kotníky, kterou antičtí autoři zbožňovali pro její krásu, a všechny ostatní krásky, které se dochovaly ve významných knihách a dějinách".
Několik let byla Marie bezdětná. V roce 1166 potratila syna, což její manžel považoval za velkou tragédii, stejně jako obyvatelstvo. V roce 1169 konečně porodila syna, budoucího císaře Alexia II. Komnena. Marie hrála roli v politickém a diplomatickém životě Konstantinopole.

### Regentství
Po smrti Manuela v roce 1180 se Marie stala oficiálně jeptiškou se jménem "Xena" (v překladu cizinka), ale ve skutečnosti vládla jako regentka za svého syna Alexia II. Navzdory tomu, že byla jeptiškou, měla mnoho ambiciózních nápadníků, ona si ale za svého milence a rádce vybrala Alexia, protosebastose a protovestiariose, synovce Manuela a strýce Marie Komnenovny, bývalé jeruzalémské královny; to ale způsobilo mezi řeckým lidem skandál. Jako obyvatelka Západu, která upřednostňovala italské obchodníky, byla Maria proti Řekům a její regentství bylo obecně považováno za neschopné.
Vůdci opozice byli její nevlastní dcera Marie Komnenovna a její manžel Renier z Montferratu. Marie Komnenovna se jako starší potomek Manuela I. považovala za právoplatnou dědičku; byla téměř stejně stará jako její nevlastní matka. Marie a Renier získali podporu patriarchy Theodosia I. a město Hagia Sofia využívali jako svou základnu. Alexios nechal patriarchu zatknout, což vedlo k otevřené válce v ulicích Konstantinopole.

### Poprava
Manuelův bratranec Andronikos Komnenos, který žil během Manuelovy vlády v exilu, byl Marií Komnenovnou pozván zpět a v roce 1182 vpochodoval do Konstantinopole. Mezi obyvateli vyprovokoval masakr latinských obyvatel, především benátských a janovských obchodníků.
Poté, co Andronikos získal kontrolu nad městem, otrávil Marii Komnenovnu a Reniera a císařovnu Marii zajal a uvěznil v klášteře Sv. Diomeda nebo v blízkém vězení. Marie se marně pokusila požádat o pomoc svého švagra Bélu III. Uherského. Andronikos nechal Alexia II. podepsat příkaz k popravě jeho matky a pověřil svého vlastního syna Manuela a sebastose Jiřího, aby ji popravili, ale oni odmítli. Místo toho byla podle Niketa Marie uškrcena hetaireiarchesem Konstantinem Tripsychosem a eunuchem Pterygeonitem a pohřbena v neoznačené hrobce na blízké pláži.
Pravděpodobně kvůli utajení kolem její smrti kolovaly alternativní verze její smrti, například že byla svázána do pytle a utopena. Andronikos se korunoval spolucísařem, ale Alexios II. byl brzy zavražděn a Andronikos se stal vládcem celé říše. Někdy později Andronikos také znehodnotil nebo zničil většinu obrazů Marie v Konstantinopoli.